# RACE de España 1976
Rajd RACE de España 1976 (24. RACE Rallye de España) – 24. edycja rajdu samochodowego RACE Rallye de España rozgrywanego w Hiszpnii. Rozgrywany był od 22 do 24 października 1976 roku. Była to trzydziesta trzecia runda Rajdowych Mistrzostw Europy w roku 1976 (rajd miał najwyższy współczynnik – 4) oraz szesnasta runda Rajdowych Mistrzostw Hiszpanii.

## Klasyfikacja rajdu
| Miejsce                      | Kierowca                     | Pilot                        | Samochód                     | Czas                         | Strata                       |                              |
| Klasyfikacja generalna i ERC | Klasyfikacja generalna i ERC | Klasyfikacja generalna i ERC | Klasyfikacja generalna i ERC | Klasyfikacja generalna i ERC | Klasyfikacja generalna i ERC | Klasyfikacja generalna i ERC |
| ---------------------------- | ---------------------------- | ---------------------------- | ---------------------------- | ---------------------------- | ---------------------------- | ---------------------------- |
| 1.                           | Jorge de Bagration           | Manuel Barbeito              | Lancia Stratos HF            | 3:25:43                      | 0,0                          |                              |
| 2.                           | Bernard Darniche             | Alain Mahé                   | Lancia Stratos HF            | 3:28:29                      | +2:46                        |                              |
| 3.                           | Antonio Zanini               | Juan José Petisco            | Seat 1430 / 1800             | 3:37:24                      | +11:41                       |                              |
| 4.                           | Fernando Lezama Leguizamón   | Juan Manuel Abans            | Ford Escort RS 1800 MKII     | 3:38:02                      | +12:19                       |                              |
| 5.                           | Salvador Cañellas Gual       | Daniel Ferrater              | Seat 1430 / 1800             | 3:41:12                      | +15:29                       |                              |
| 6.                           | Pedro Bonet                  | Joan Arnella                 | Ford Escort RS 1800 MKII     | 3:44:23                      | +18:40                       |                              |
| 7.                           | I. Arroitia                  | Juan Carlos Pradera          | Opel Kadett GT/E             | 3:53:06                      | +27:23                       |                              |
| 8.                           | Genito Ortiz                 | María Jesús Cabal            | Simca 1200                   | 3:54:00                      | +28:17                       |                              |
| 9.                           | Carlos Torres                | Francisco Pina de Morais     | Mazda RX-3                   | 4:03:07                      | +37:24                       |                              |
| 10.                          | Jose Luis Echave             | L.M. Uriarte                 | Simca 1200                   | 4:04:16                      | +38:33                       |                              |